# Solar Jetman
Solar Jetman: Hunt for the Golden Warpship est un jeu vidéo de shoot 'em up développé par Zippo Games et Rare  et publié par Tradewest sur NES le 14 octobre 1990 en Amérique du Nord et le 26 septembre 1991 en Europe. Il a également été publié sur les systèmes d’arcades PlayChoice-10 en 1990 aux États-Unis. C’est le troisième jeu de la série Jetman après Jetpac  et Lunar Jetman publiés en 1983 par Ultimate Play the Game. Le joueur y incarne Jetman, un astronaute devant manœuvrer son vaisseau spatial dans les cavernes de différentes planètes afin de retrouver les pièces du Golden Warpship.
Le jeu a été en grande partie développé par Zippo Games sous le titre de Iota avant que Rare ne leur impose d’en faire une suite à Jetman. En plus de la version NES, des versions ZX Spectrum, Commodore 64 et Atari ST du jeu ont également été développées mais celles-ci n’ont jamais été publiées du fait du faible succès de la version originale. À sa sortie, le jeu reçoit pourtant un accueil plutôt positif de la presse spécialisée, les critiques saluant notamment ses graphismes mais regrettant la trop grande difficulté du jeu. En 2015, il a été republié dans une compilation publiée sous le titre Rare Replay sur Xbox One. Le jeu devient ensuite disponible à partir du 4 juillet 2024 sur le service Nintendo Switch Online.

## Accueil
| Solar Jetman             |      |       |
| Média                    | Pays | Notes |
| Computer and Video Games | US   | 94%   |
| Total!                   | US   | 92%   |